# الوكالة السويسرية للمنتجات العلاجية
سويسمديك (بالإنجليزية: Swissmedic)‏ أو المعهد السويسري للمنتجات العلاجية أو الوكالة السويسرية للمنتجات العلاجية ((بالألمانية: Schweizerische Heilmittelinstitut)، (بالفرنسية: Institut suisse des produits thérapeutiques)‏، (بالإيطالية: Instituto svizzero per gli agenti terapeuciti)‏، (بالإنجليزية: Swiss Agency for Therapeutic Products)‏، (بالرومانشية: Institut svizzer per products terapeutics)‏) هي هيئة المراقبة السويسرية للأدوية والأجهزة الطبية ومقرها في برن.
بدأت الوكالة بالعمل في 1 يناير 2002 لتخلف المركز المحلي للتحكم بالأدوية((بالألمانية: Interkantonale Kontrollstelle für Heilmittel, ومختصرها IKS)، (بالفرنسية: l'Office intercantonal de contrôle des médicaments ومختصرها OICM)‏) وهي أصلا خلفت المركز السويسري للآثار الجانبية للأدوية (بالألمانية: Schweizerische Arzneimittelnebenwirkungszentrale ومختصرها SANZ).
تتبع سويسمدك وزارة الشؤون الداخلية السويسرية. ويرأس الوكالة ستيفان روسيني.
تحتاج المنتجات الطبية المعدة للاستعمال البشري أو الحيواني إلى موافقة الوكالة لإحضارها في السوق السويسرية. كذلك يجب إخطارها بجميع الدراسات السريرية التي تجرى في سويسرا.

## روابط خارجية
- الموقع الرسمي باللغة الألمانية